# Hernösands Verkstads & Varfs AB
Hernösands Verkstads & Varfs AB var ett skeppsvarv i Härnösand, som grundades 1871 och lades ned 1999.
Företaget bildades 1871 som Mekaniska Werkstads AB i Hernösand och började produktion 1872. En slip med sidledes uppdragning var klar 1875. År 1877 rekonstruerades företaget under namnet Hernösands Mekaniska Verkstads Nya AB. Det första nybyggda fartyget, lastfartyget Myran löpte av stapeln 1883. Efter en verkstadsbrand 1889 gick företaget omkull igen, men rekonstruerades 1891 av Arend Versteegh under namnet Hernösands Verkstads & Varfs AB.
Under 1920-talet upptogs produktion av kuggväxlar och kuggväxelmotorer. ASEA förvärvade företaget 1935 och 1946 påbörjades tillverkning av truckar, från 1984 under namnet Asea Truck AB. År 1995 förvärvades ASEA Hernöverken av Kalmar Industries, som 1997 gick samman med finländska Sisu Auto inom Partekkoncernen. Verksamheten lades ned 1999.

## Byggda fartyg i urval
- 1890 S/S Flottisten, varp- och bogserbåt
- 1899 S/S Svanö bogserbåt, numera passagerarfartyg
- 1904 Gerdt, varp- och bogserbåt
- 1910 Dynäs II, bogserbåt

1906 Svanen passagerarångare för sträckan Umeå Holmsund. 22,23 x 4,41 x 2 . 100ihk. 91 pass. Efter vägbygget 1926; ombyggd till timmerbogserare  . Maskin bytt till 135 ihk. Såld till Stockholm 1963. Låg som tomt skrov i Stockholm 1976. Därefter ombyggd till stagsegeskonare med 330 m2 segel och centerbord.